# Franco Lippi
Franco Lippi (... – Siena, 11 dicembre 1291) è stato un religioso italiano.
Eremita carmelitano, il suo culto come beato fu autorizzato localmente da papa Clemente X nel 1670.

## Biografia
Secondo una vita risalente alla prima metà del Cinquecento e redatta dal carmelitano inglese Giovanni Bale, nacque verso la fine del Duecento da una nobile famiglia: i genitori si chiamavano Matteo e Dorotea. Intraprese la carriera delle armi e trascorse la gioventù in dissolutezza. Rimasto cieco, fece voto di recarsi in pellegrinaggio a Compostella se avesse riacquistato la vista: guarito, si recò in pellegrinaggio a Compostella, poi a Roma e a Bari; a Siena ascoltò la predicazione di Ambrogio Sansedoni e decise di ritirarsi a vita eremitica; dopo cinque anni, divenne frate converso carmelitano, ma continuò a condurre una vita di ritiro in una cella isolata.
Nel 1590 dal domenicano Gregorio Lombardelli pubblicò una nuova vita del religioso, con numerose aggiunte e variazioni. È Lombardelli ad attribuirgli il cognome Lippi e a far risalire la sua cecità a alla punizione divina per aver puntato i suoi occhi al gioco d'azzardo.

## Il culto
Sia Cremona (luogo di sepoltura indicato da Giovanni Bale) che Siena (indicata da Gregorio Lombardelli) conservano la reliquia del cranio del beato. A Siena si conservano anche i suoi strumenti di penitenza.
Il culto del beato Franco Lippi fu autorizzato nella diocesi di Siena e nell'ordine carmelitano da papa Clemente X nel 1670.
Il suo elogio si legge nel martirologio romano all'11 dicembre.